# 沙托蓬萨克
沙托蓬萨克（法語：Châteauponsac，法語發音：[ʃatopɔ̃sak]）是法国新阿基坦大区上维埃纳省的一个市镇，位于该省北部，属于贝拉克区。

## 地理
沙托蓬萨克（46°8'2"N, 1°16'34"E）面积68.79 平方千米，位于法国新阿基坦大区上维埃纳省，该省份为法国中西部省份，北起顺时针与安德尔省、克勒兹省、科雷兹省、多爾多涅省、夏朗德省和维埃纳省接壤。
与沙托蓬萨克接壤的市镇（或旧市镇、城区）包括：圣索尔南勒拉克、巴勒当、加尔唐普河畔贝西讷、栋皮埃尔-莱塞格利斯、朗孔、圣阿芒马尼亚泽、维勒法瓦尔、圣帕尔杜勒拉克。

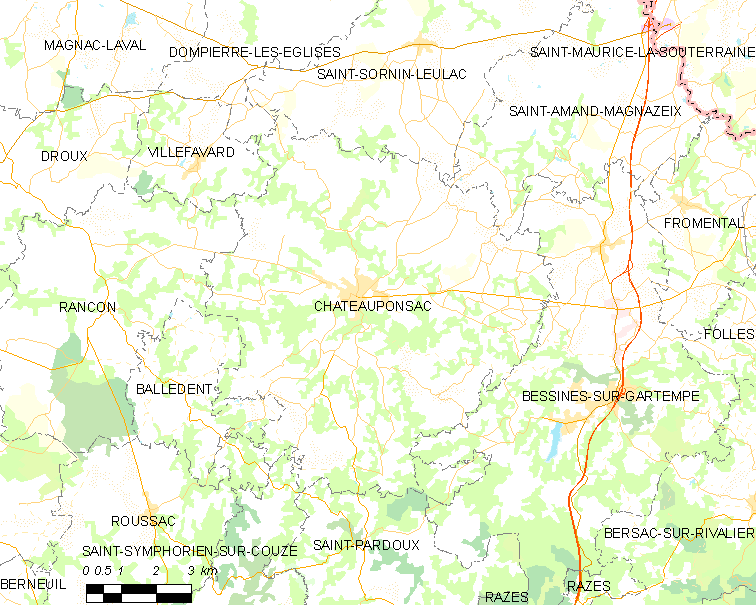
沙托蓬萨克的OSM定位图

沙托蓬萨克的时区为UTC+01:00、UTC+02:00（夏令时）。

## 行政
沙托蓬萨克的邮政编码为87290，INSEE市镇编码为87041。

## 政治
沙托蓬萨克所属的省级选区为沙托蓬萨克县。

## 人口

1962-2008年间沙托蓬萨克人口变化图示

沙托蓬萨克于2022年1月1日时的人口数量为2028人。

## 友好城市
德国 布格坦